# Jen-Hsun Huang
Jen-Hsun Huang (en chino tradicional, 黃仁勳; en chino simplificado, 黄仁勋; pinyin, Huáng Rénxūn, n. en Tainan, Taiwán, el 17 de febrero de 1963) es un empresario estadounidense. Huang se graduó de la Universidad Estatal de Oregón, y luego se mudó a California, donde se graduó de la Universidad de Stanford. Es el cofundador y actual presidente y director ejecutivo de la empresa especializada en el desarrollo de unidades de procesamiento gráfico NVIDIA. En 2008 la revista Forbes lo situó en el puesto 61 de los directores ejecutivos mejor pagados de los Estados Unidos. En julio de 2024, es la undécima persona más rica con un patrimonio neto estimado de 118 mil millones de dólares.

## Juventud
Después de mudarse junto a su familia desde Oneida, Kentucky, a Oregon, Huang comenzó a jugar tenis de mesa en un club en el centro de Portland a sus 15 años, llegando a obtener el tercer lugar en la categoría de dobles en el Abierto de Estados Unidos Se graduó de la escuela secundaria Aloha, ubicada en los suburbios de Portland.
Huang estudió ingeniería eléctrica en la Universidad Estatal de Oregón en 1984, y más adelante obtuvo una maestría en ingeniería eléctrica en la Universidad de Stanford en 1992. Mientras estudiaba en Oregón conoció a su futura esposa Lori, su compañera de laboratorio entonces. Huang tiene dos hijos.

## Carrera profesional
Al terminar la universidad se convirtió en director de Coreware en LSI Logic y en diseñador de microprocesadores en Advanced Micro Devices (AMD). En 1993 Huang cofundó NVIDIA, empresa de la cual es actualmente el Director Ejecutivo y Presidente. Es dueño de una parte de las acciones de NVIDIA, valorada en 512.4 millones de dólares en 2006. Su salario de 24.6 M $ lo ubicaron como el puesto 61 de los directores ejecutivos mejor pagados de los Estados Unidos en 2007 según la revista Forbes.

## Filantropía
Huang donó a su exuniversidad, la Universidad de Stanford, 30 millones de dólares que sirvieron para construir el Jen-Hsun Huang School of Engineering Center (Centro de la Escuela de Ingeniería Jen-Hsun Huang). El edificio es el segundo de cuatro que conforman el nuevo complejo de ciencia e ingeniería de Stanford. Fue diseñado por Boora Architects de Portland, Oregón.

## Distinciones
En 1999, Jen-Hsun fue nombrado Emprendedor del Año en Alta Tecnología por parte de Ernst and Young LLP.
En 2003, Huang recibió el Premio al Liderzago Ejemplar Dr. Morris Chang, el cual reconoce al líder que ha hecho contribuciones excepcionales al impulso del desarrollo, innovación, crecimiento, y oportunidades a largo plazo en la industria de semiconductores fabless, por parte de la Fabless Semiconductor Association.
En 2007, Huang recibió el Premio Líder Pionero de los Negocios del Silicon Valley Education Foundation por su trabajo tanto en el mundo corporativo como filantrópico.
Además, Huang ha recibido el Premio Daniel J. Epstein a la Administración de Ingeniería por parte de Universidad del Sur de California y fue nombrado Alumnado Asociado por parte de la Universidad Estatal de Oregón. Esta última también le otorgó a Huang un doctorado honorario en junio de 2009.